# Plagiognathus
Plagiognathus är ett släkte av insekter. Plagiognathus ingår i familjen ängsskinnbaggar.

## Bildgalleri

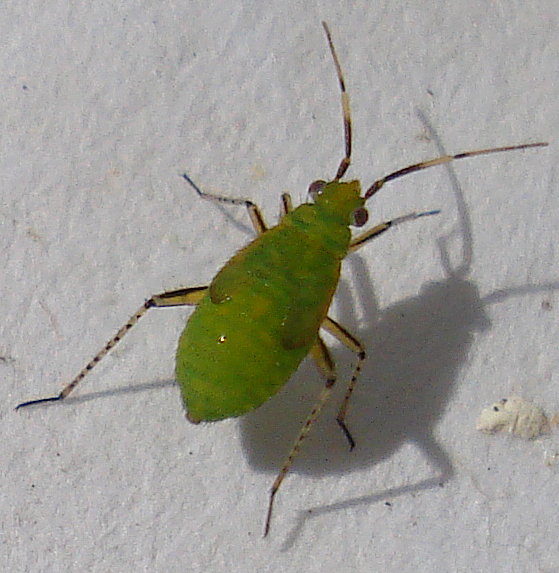
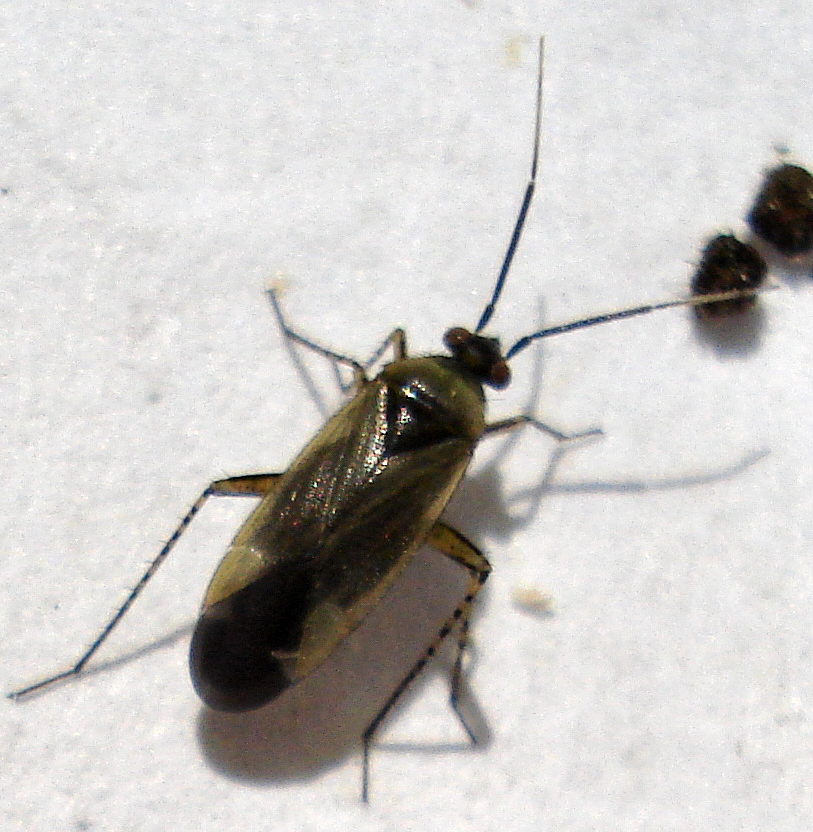
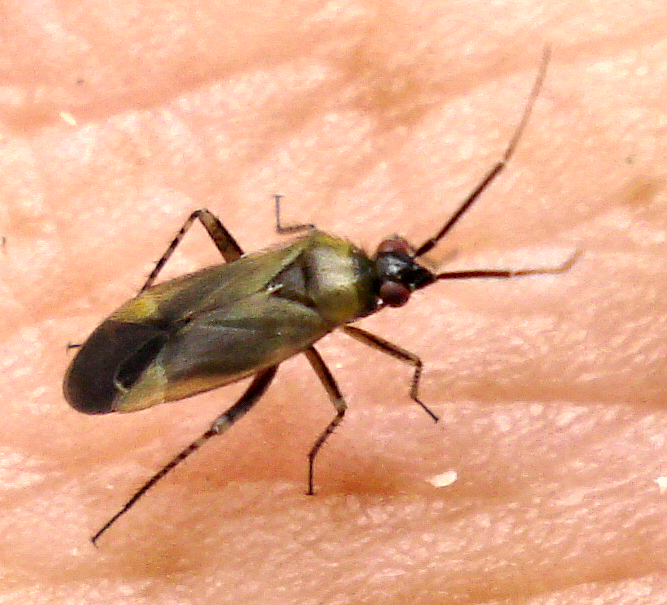
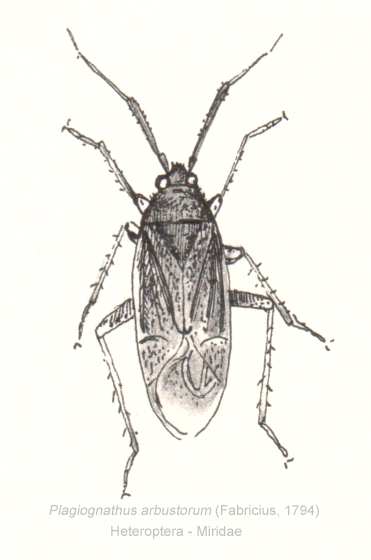
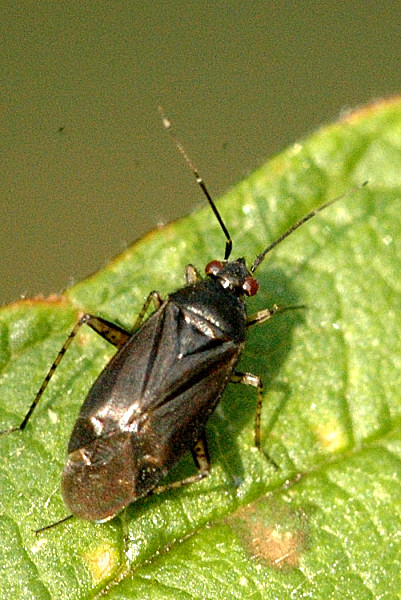
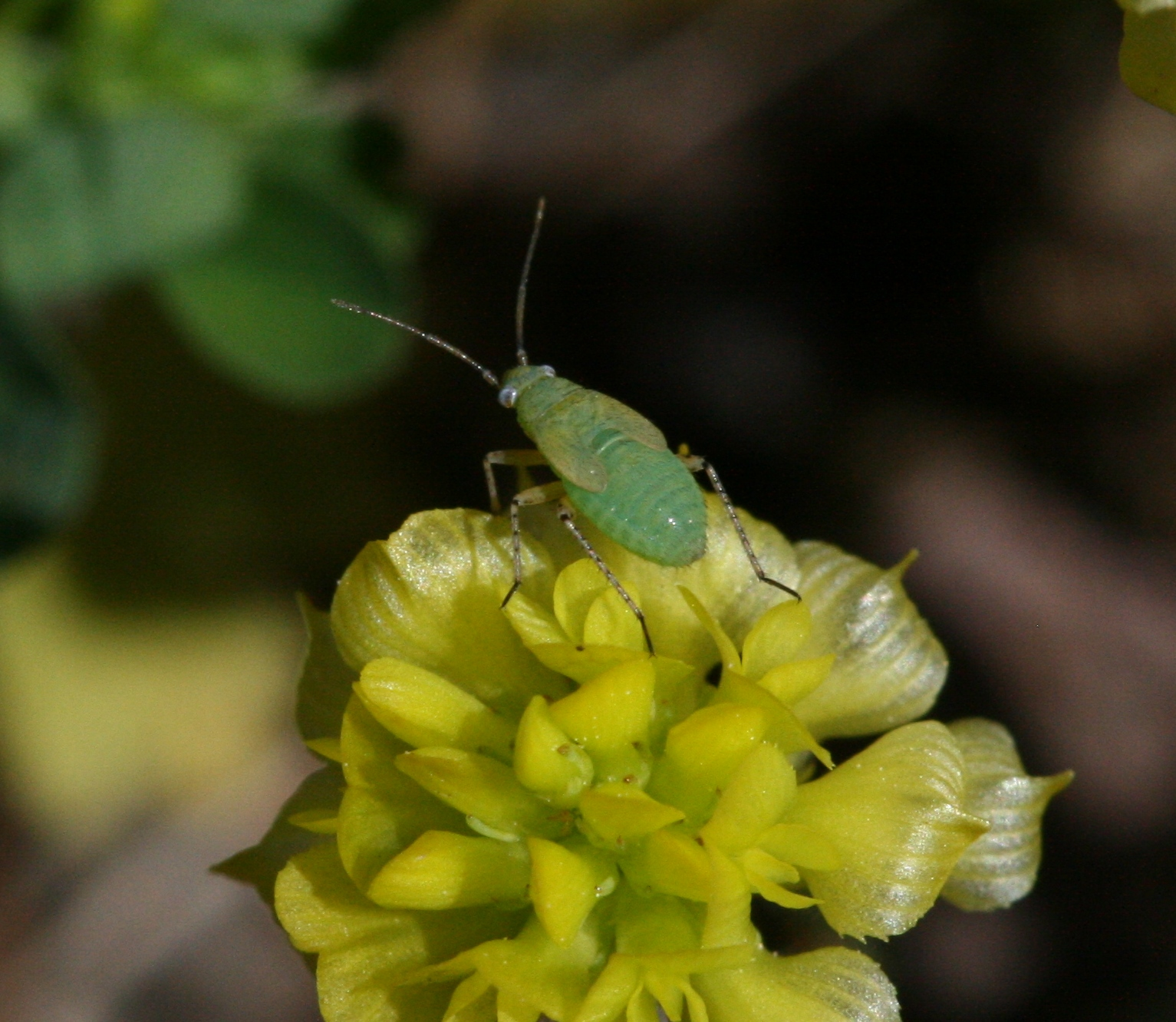

## Dottertaxa tillPlagiognathus, i alfabetisk ordning[1][2]
- Plagiognathus alashanensis
- Plagiognathus albatus
- Plagiognathus albifacies
- Plagiognathus alboradialis
- Plagiognathus albus
- Plagiognathus alnicenatus
- Plagiognathus alpinus
- Plagiognathus amorphae
- Plagiognathus amurensis
- Plagiognathus annulatus
- Plagiognathus aquilinus
- Plagiognathus arbustorum
- Plagiognathus astericola
- Plagiognathus atricornis
- Plagiognathus biobioensis
- Plagiognathus bipunctatus
- Plagiognathus blatchleyi
- Plagiognathus brevicornis
- Plagiognathus brevirostris
- Plagiognathus brunneus
- Plagiognathus chrysanthemi
- Plagiognathus cibbetsi
- Plagiognathus collaris
- Plagiognathus concoloris
- Plagiognathus confusus
- Plagiognathus cornicola
- Plagiognathus crocinus
- Plagiognathus cuneatus
- Plagiognathus davisi
- Plagiognathus delicatus
- Plagiognathus dimorphus
- Plagiognathus dispar
- Plagiognathus emarginatae
- Plagiognathus fenderi
- Plagiognathus flavicornis
- Plagiognathus flavidus
- Plagiognathus flavipes
- Plagiognathus flavoscutellatus
- Plagiognathus flavus
- Plagiognathus fulvaceus
- Plagiognathus fulvidus
- Plagiognathus fumidus
- Plagiognathus fusciloris
- Plagiognathus fuscipes
- Plagiognathus fuscosus
- Plagiognathus grandis
- Plagiognathus guttatipes
- Plagiognathus guttulosus
- Plagiognathus hallucinatus
- Plagiognathus laricicola
- Plagiognathus lattini
- Plagiognathus lineatus
- Plagiognathus lividellus
- Plagiognathus longipennis
- Plagiognathus longirostris
- Plagiognathus lonicerae
- Plagiognathus louisianus
- Plagiognathus luteus
- Plagiognathus maculipennis
- Plagiognathus maculosus
- Plagiognathus melliferae
- Plagiognathus mexicanus
- Plagiognathus mineus
- Plagiognathus minuendus
- Plagiognathus modestus
- Plagiognathus moerens
- Plagiognathus monardellae
- Plagiognathus morrisoni
- Plagiognathus mundus
- Plagiognathus negundinis
- Plagiognathus nigronitens
- Plagiognathus notodysmicos
- Plagiognathus obscurus
- Plagiognathus occipitalis
- Plagiognathus paddocki
- Plagiognathus paramundus
- Plagiognathus parshleyi
- Plagiognathus pemptos
- Plagiognathus phaceliae
- Plagiognathus phorodendronae
- Plagiognathus physocarpi
- Plagiognathus piceicola
- Plagiognathus polhemorum
- Plagiognathus politus
- Plagiognathus punctatipes
- Plagiognathus reinhardi
- Plagiognathus repetitus
- Plagiognathus ribesi
- Plagiognathus rideri
- Plagiognathus rileyi
- Plagiognathus rosicola
- Plagiognathus rosicoloides
- Plagiognathus rubidus
- Plagiognathus salicicola
- Plagiognathus salviae
- Plagiognathus schaffneri
- Plagiognathus shepherdiae
- Plagiognathus shoshonea
- Plagiognathus similis
- Plagiognathus stitti
- Plagiognathus subovatus
- Plagiognathus suffuscipennis
- Plagiognathus syrticolae
- Plagiognathus tenellus
- Plagiognathus texanus
- Plagiognathus tinctus
- Plagiognathus tsugae
- Plagiognathus tumidifrons
- Plagiognathus urticae
- Plagiognathus verticalis
- Plagiognathus vitellinus
- Plagiognathus viticola